# Сірко Андрій Григорович
Сірко Андрій Григорович (19.02.1975) — український учений-нейрохірург, лікар вищої категорії, Заслужений лікар України, доктор медичних наук, професор кафедри нервових хвороб та нейрохірургії в Дніпровському державному медичному університеті. Завідувач відділення церебральної нейрохірургії в Дніпропетровська обласна клінічна лікарня ім. І. І. Мечникова. Президент «Української нейрохірургічної асоціації».

## Життєпис
Народився 19 лютого 1975 року у м. Верхньодніпровськ на Дніпровщині, де закінчив середню школу.
У 1992 році вступив до медичного факультету Дніпропетровського медичного інституту.
У 1998 році закінчив Дніпропетровську державну медичну академію.
З 1998 по 2000 рр. — лікар-інтерн кафедри нервових хвороб та нейрохірургії факультету післядипломної освіти цього закладу.
З 2000 року — лікар-нейрохірург відділення нейрохірургії № 2 Дніпропетровська обласна клінічна лікарня ім. І. І. Мечникова., з 2001 року — асистент кафедри нервових хвороб та нейрохірургії факультету післядипломної освіти Дніпропетровської державної медичної академії за сумісництвом.
Після захисту у 2005 р. дисертації: «Диференційована лікувальна тактика при метастатичних пухлинах головного мозку», здобув науковий ступінь кандидата медичних наук.
З 2005 року — завідувач відділення церебральної нейротравматології, а з 2009 року — завідувач відділення нейрохірургії № 2 Дніпропетровська обласна клінічна лікарня ім. І. І. Мечникова.
У 2012 році на засіданні спеціалізованої вченої ради при ДУ «Інститут нейрохірургії ім. акад. А. П. Ромоданова НАМН України» захистив докторську дисертацію «Внутрішньочерепна гіпертензія при тяжкій черепно-мозковій травмі (діагностика, прогнозування, хірургічна корекція)» (14.01.05 — нейрохірургія). Проведене наукове дослідження представило теоретичне узагальнення та нове розв'язання науково-прикладної проблеми нейрохірургії — покращення результатів лікування потерпілих за тяжкої черепно-мозкової травми шляхом розробки і вдосконалення методів діагностики, прогнозування та своєчасної корекції внутрішньочерепної гіпертензії у гострому періоді травми.
З 2013 року — доцент кафедри нервових хвороб та нейрохірургії ФПО Дніпровський державний медичний університет.
У 2014 році отримав вчене звання доцента кафедри нервових хвороб та нейрохірургії ФПО. Проводить лекційні, практичні та семінарські заняття з інтернами — нейрохірургами, курсантами циклу ТУ та ПАЦ зі спеціальності «неврологія» та «нейрохірургія». Активно впроваджує сучасні інформаційні технології в навчальний процес.

## Наукова діяльність
Основні напрямки наукових досліджень: нейротравма, нейроонкологія, бойові вогнепальні черепно-мозкові травми та поранення, відновна та реконструктивна нейрохірургія. Автор 298 наукових праць, з них — 19 патентів України, 103 статей, 176 тез доповідей у матеріалах з'їздів, конгресів і науково-практичних конференцій. Крім цього є співавтором 14 навчально-методичних праць та навчальних посібників. Активний учасник вітчизняних та міжнародних наукових конгресів.
Запрошений лектор на міжнародних наукових форумах: Школа Європейської освіти анестезіологів (СЕЕА), м. Дніпро, 25 жовтня 2018 року; Posterior fossa/cranial base neurosurgery, Ukraine, Kyiv, 28-29 May 2018; III-rd Ukrainian winter neurosurgical skiing meeting, Ukraine, Bukovel, 1-3 March, 2018; XVI World congress of neurosurgery, Turkey, Istanbul, 20-25 August, 2017; Pre-congress course of neurooncology в рамках VI з'їзду нейрохірургів України (12-16 червня 2017 року, м. Харків); 25th Annual Conference of Neurotrauma Society of India, New Delhi, India, 12-14 August, 2016; 4th WFNS training course in Ukraine «Modern aspects of neurotrauma», Ukraine, Odessa, 26-30 April, 2016.
Співвиконавець галузевої науково-технічної програми «Медична допомога при черепно-мозковій травмі на 2007—2012 рр. МОЗ України, НАМН України (наказ № 556/152 від 11.08.2006)», НДР кафедри нервових хвороб та нейрохірургії ФПО ДЗ «Дніпропетровська медична академія МОЗ України»: «Розробити методи прогнозування перебігу та наслідків тяжкої черепно-мозкової травми за № держреєстрації 0107U011887 (2007—2012 рр.)».

#### Основні наукові праці
- Бойові вогнепальні черепно-мозкові поранення: монографія / К.: ТОВ «Пергам», 2017. — 280 с., 132 іл. — Рез. англ. — Бібліограф.:231 (співавт);
- Хірургія. Том III. Книга 3: підручник для післядипломної підготовки інтернів-хірургів у вищих медичних закладах III—IV рівнів акредитації / Дніпропетровськ, РВА «Дніпро-VAL», 2011 (співавт.);
- Сучасні принципи діагностики та лікування легкої черепно-мозкової травми: навчальний посібник / Київ: ПП «Люксар», 2012 -  78 с. (співавт.);
- Захворювання нервової системи у практиці лікаря загальної практики — сімейної медицини: навчально-методичний посібник. — Київ., 2017. — 304 с. (співавт.);
- Неврологія для терапевтів: навчально-методичний посібник. — Київ, 2018. — 252 с. (співавт.);
- Surgery for triple pathology of giant vestibular schwannoma associated with carotid artery stenosis and intracranial aneurysm: case report / J. Neurol. Surg. Rep. — 2018. — Vol.79: e65–e69. (співавт);
- Successful step-by-step treatment of multiple tumors in neurofibromatosis type 2 / Interdisciplinary Neurosurgery. — 2019. — Vol.15. — P. 101—105. (співавт.);
- Successful surgical treatment of a patient with combined gunshot shrapnel injuries in the heart and brain complicated by middle cerebral artery pseudoaneurysm / Trauma Case Reports. — 2018. — Vol. 18. — P. 17-23. (співавт.);
- Simultaneous monitoring of intracranial pressure and cerebral blood flow in patients with severe brain injury / Arch. Neurol & Neurosci. — 2018. — Vol.1(3). — P. 1-4. (співавт.);
- Surgical treatment of combat craniocerebral gunshot wounds combined with paranasal sinuses injury / Bulletin of problems in biology and medicine. — 2018. — № 4. — Vol. 2 (147).- P. 181—186 (співавт).

## Досягнення
- Є дійсним членом Асоціації нейрохірургів України (з 2005 року) та дійсним членом Європейської Асоціації нейрохірургів (з 2017 року).
- Є представником від Асоціації нейрохірургів України в військовому комітеті Всесвітньої федерації нейрохірургічних товариств (з 2016 року).
- З 2017 року — експерт Департаменту охорони здоров'я Дніпропетровської облдержадміністрації за напрямком «Нейрохірургія».
- З 2018 року — почесний редактор міжнародного журналу «Архіви в неврології та нейронауці» (Archives in Neurology&Neuroscience).
- З 2019 року член редакційної колегії Українського нейрохірургічного журналу. Указом Президента України від 27 червня 2015 року № 367/2015[4] присвоєно почесне звання Заслужений лікар України. Лікар-нейрохірург вищої кваліфікаційної категорії.
- При його безпосередній участі у Дніпропетровській області впроваджені наступні види оперативних втручань: моніторинг внутрішньочерепного та церебрального перфузійного тиску, декомпресійні краніектомії при тяжкій черепно-мозковій травмі, операції пластики дефектів черепа індивідуальними стереолітографічними титановими імплантами, стереотаксична біопсія пухлин головного мозку, видалення пухлин головного мозку з використанням системи нейронавігації, використання КТ-цистернографії в діагностиці спонтанної та травматичної назальної ліквореї. Щороку виконує 160—180 нейрохірургічних операцій при патології головного мозку IV—V рівнів складності з використанням мікроскопічної та ендоскопічної техніки, інтраопераційного мультимодального нейрофізіологічного моніторингу та системи нейронавігації.
- Провідний фахівець в наданні спеціалізованої нейрохірургічної допомоги учасникам АТО на сході України. З 2014 року бере активну участь в організації надання медичної допомоги пораненим в голову в лікарні Мечникова.
- За пять років (2014—2019 рр.) в лікарні обстежено понад дві з половиної тисячі поранених. За цей період під його керівництвом нейрохірургами лікарні Мечникова прооперовано та проліковано 280 потерпілих з черепно-мозковими травмами та пораненнями.
- В травні 2021 р. обраний президентом ГО «Українська нейрохірургічна асоціація».
- 1 червня 2023 р. переобраний президентом ГО «Українська нейрохірургічна асоціація».

## Нагороди
- відзнака Президента України «Національна легенда України» (2023).[5]
- Орден «За заслуги» III ст. (17 червня 2022) — за значний особистий внесок у розвиток вітчизняної системи охорони здоров'я, надання кваліфікованої медичної допомоги та рятування життя людей в умовах воєнного стану, сумлінне виконання професійного обов'язку та з нагоди Дня медичного працівника[6]
- Заслужений лікар України (27 червня 2015) — за значний особистий внесок у державне будівництво, соціально-економічний, науково-технічний, культурно-освітній розвиток України, вагомі трудові здобутки та високий професіоналізм[7]
- Національна легенда України (2023)[8]
- У 2015 році нагороджений нагрудним знаком «Гідність та честь» № 1359 Центральним ОТО Національної гвардії України (Наказ 7-15 від 3 лютого 2015 р.)
- У 2017 році нагороджений нагрудним знаком «Знак пошани», Наказ Міністра оборони України від 25.02.2017 р. № 125
- Нагороджений грамотою Верховної Ради України «За заслуги перед Українським народом» (Наказ № 36-к від 31 січня 2019 р.)